# 长毛黄葵
长毛黄葵（学名：Abelmoschus crinitus）为锦葵科秋葵属下的一个种。其种加词“Crinitus”意为“长毛的”。